# デンノ
デンノ（イタリア語: Denno）は、イタリア共和国トレンティーノ＝アルト・アディジェ州トレント自治県にある、人口約1,200人の基礎自治体（コムーネ）。

## 地理

### 位置・広がり
トレント自治県北西部、ヴァル・ディ・ノンに位置するコムーネ。ヴァル・ディ・ノンの中心地であるクレスから南へ10km、県都トレントから北北西へ23km、ボルツァーノから南西へ34km、ソンドリオから東へ91kmの距離にある。

#### 隣接コムーネ
隣接するコムーネは以下の通り。
- カンポデンノ
- コンタ (クーネヴォ、フラヴォーン)
- プレダイア (ターイオ)
- トン
- ヴィッレ・ダナウニア  (ナンノ、トゥエンノ)

## 行政

### Comunità di valle
トレント自治県が設置した広域行政組織 Comunità di valle 「ヴァル・ディ・ノン」 (it:Comunità della Val di Non) （事務所所在地: クレス）に属する。

## 住民

### 言語
| 少数言語話者の割合（2011年） | 少数言語話者の割合（2011年） | 少数言語話者の割合（2011年） | 少数言語話者の割合（2011年） | 少数言語話者の割合（2011年） |
| ---------------------------- | ---------------------------- | ---------------------------- | ---------------------------- | ---------------------------- |
|                              |                              |                              |                              |                              |
| ラディン語                   | ラディン語                   |                              | 15.2%                        | 15.2%                        |
| モケーニ語                   | モケーニ語                   |                              | 0.0%                         | 0.0%                         |
| チンブロ語                   | チンブロ語                   |                              | 0.0%                         | 0.0%                         |

2011年10月9日に行われた国勢調査によれば、住民1253人中190人（15.2%）がラディン語話者であった。